# 黄卢头
黄卢头（？—？），东郡（今天河南省濮阳市、山东省聊城市一带）人，北魏官员。

## 生平
和平二年，魏文成帝拓跋濬南巡，从定州前往邺城，三月丁巳朔（461年3月27日），魏文成帝在灵丘亲自射箭越过山峰，尚书、东郡公黄卢头作为五十一名内侍之一跟随参与了这次南巡。和平二年五月癸未（461年6月21日），魏文成帝诏令南部尚书黄卢头和李敷等人对各州进行考课。黄卢头后官至使持节、侍中、安南将军、南郡尚书、定州刺史，延兴二年四月六日（472年4月29日）之前去世，谥号简。

## 家庭

### 子女
- 黄□相，纪书学生[1]